# حفلة الحلم: على الهواء مباشرة من الأهرامات المصرية العظمى
حفلة الحلم: على الهواء مباشرة من الأهرامات المصرية العظمى (بالإنجليزية: The Dream Concert: Live from the Great Pyramids of Egypt) هو الألبوم الحي السابع للعازف المعاصر ياني، والذي تم إصداره رسميًا في 3 يونيو 2016. أقيمت الحفلتان في الهواء الطلق في 30 و 31 أكتوبر 2015 على أرض الأهرامات المصرية وتمثال أبو الهول بالجيزة، وهو أول أداء ياني في مصر.

## خلفية
تضمنت الحفلات ألعاب نارية وتم ربط بث مباشر بالفيديو مع قائد محطة الفضاء الدولية سكوت كيلي. تم تسجيل الحفل الموسيقي بدقة 4K HD وقد تم بثها لاحقًا على إذاعة PBS.
لنقل صورة الاستقرار الأمني بعد الأزمة المصرية (2011-2014)، قامت قوة أمنية مصرية قوامها 3000 شخص بتأمين منطقة الحفلة الموسيقية. حدث الإسقاط الإرهابي لرحلة ميتروجيت 9268 في شبه جزيرة سيناء في صباح يوم 31 أكتوبر 2015. – بين أوقات حفلتي القاهرة.
قال مدير الإضاءة الذي يعمل مع ياني لأكثر من عشرين عامًا، Bud Horowitz، إن موقع الأهرام جلب معه مجموعة من التحديات الخاصة به. كان الهرم الأكبر على بعد كيلومتر واحد من المنصة، وكان لابد من إحضار 24 كشافًا إلى مصر من ألمانيا لإضاءة الأهرامات وأبو الهول في الخلفية بحيث يمكن رؤيتها خارج إضاءة المسرح الساطعة لكاميرات تلفزيون 4K. لا يمكن إحضار مجموعة كاملة من معدات الإضاءة إلى أماكن بعيدة – بدلاً من ذلك ، يتم جلب وحدات التحكم فقط – لذلك كان على هورويتز ومدير الإنتاج العمل مسبقًا لإيصال مواصفات المعدات إلى المروجين المحليين. عروض ياني محددة ومحددة التوقيت، مع أكثر من 2000 إشارة إضاءة لكل عرض.

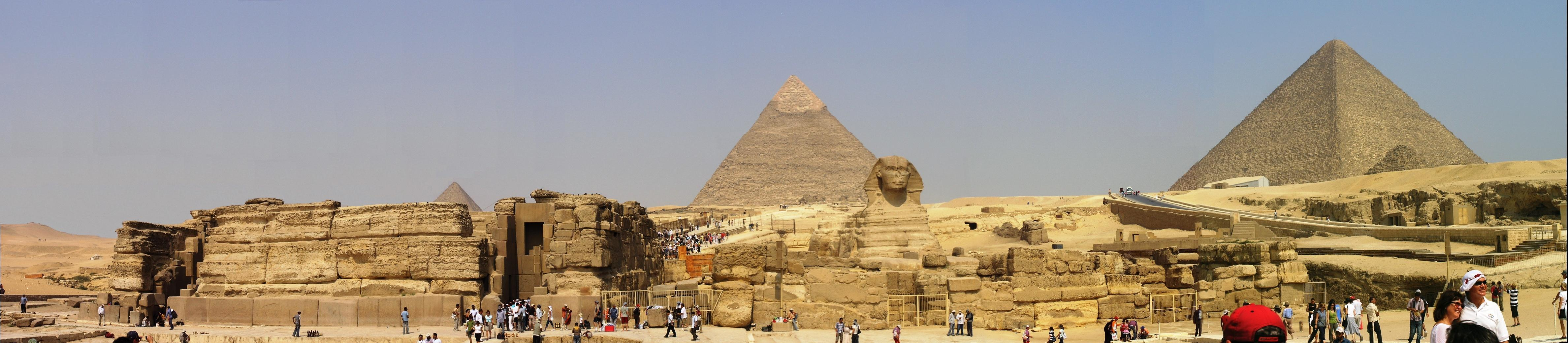
أقيم حفل ياني في عام 2015 ليلاً على هضبة الجيزة ، مع الأهرامات المصرية وأبو الهول في الخلفية.

## قائمة أغاني الألبوم
القرص الأول - CD:
| #   | عنوان                                 | المدة |
| --- | ------------------------------------- | ----- |
| 1.  | "One Man's Dream"                     | 2:46  |
| 2.  | "For All Seasons"                     | 6:01  |
| 3.  | "Yanni: Welcome"                      | 3:45  |
| 4.  | "Felitsa"                             | 4:51  |
| 5.  | "Acroyali"                            | 2:17  |
| 6.  | "Human Condition"                     | 5:12  |
| 7.  | "Dreams Come True Interlude"          | 2:43  |
| 8.  | "Reflections of Passion"              | 4:33  |
| 9.  | "Standing in Motion"                  | 1:50  |
| 10. | "Nostalgia"                           | 4:20  |
| 11. | "Niki Nana"                           | 6:41  |
| 12. | "Santorini"                           | 4:49  |
| 13. | "International Space Station Message" | 3:53  |
| 14. | "The Storm"                           | 4:18  |

القرص الثاني - DVD:
| #   | عنوان                                 | المدة |
| --- | ------------------------------------- | ----- |
| 1.  | "Introduction: Dream Sequence"        | 1:41  |
| 2.  | "One Man's Dream"                     | 2:46  |
| 3.  | "For All Seasons"                     | 6:01  |
| 4.  | "Yanni: Welcome"                      | 3:45  |
| 5.  | "Felitsa"                             | 4:51  |
| 6.  | "Acroyali"                            | 2:17  |
| 7.  | "Human Condition"                     | 5:12  |
| 8.  | "Dreams Come True Interlude"          | 2:43  |
| 9.  | "Reflections of Passion"              | 4:33  |
| 10. | "Standing In Motion"                  | 1:50  |
| 11. | "Nostalgia"                           | 4:20  |
| 12. | "Niki Nana"                           | 6:41  |
| 13. | "Santorini"                           | 4:49  |
| 14. | "International Space Station Message" | 3:53  |
| 15. | "The Storm"                           | 4:18  |

## ثبت المشاركين

### ثبت الموسيقين والمطربون

#### الموسيقيون:[7]
تشارلز آدامز : طبول
بينيديكت برايدرن : كمان
جيسون كاردر: البوق والبوق الجناحي
يوئيل ديل سول: آلات إيقاعية (percussion)
فيكتور إسبينولا : القيثارة
مينغ فريمان : كيبورد
جيمس ماتوس: البوق الفرنسي
سارة أوبراين: التشيلو
ماري سيمبسون : كمان
دانا تيبو: الترومبون
غابرييل فيفاس: كيتار
ياني : كيبورد، بيانو، فنان أساسي
Samvel Yervinyan : كمان
الكسندر جيروف : التشيلو

#### المطربون:[5]
لورين جيلينكوفيتش
ليزا لافي

### ثبت المشاركين على المستوى التقني
بخلاف الموسيقيين والمغنيين:
المنتجون: ليلى عقل ، أشرف هريدي ، روبرت موراي ، كريستالان - كريستال آن ، توم باسك ، أنتوني ستابيل ، ياني
المنتجون المشاركون: مايك ريجان ، شانون والدن
التصوير السينمائي: بيت مارتيش ، ويتني بادجيت ، وراندي تايلور ، وكينيث توماس
متفرقات فئة أو أدوار متعددة:
كريس بيلمان: Audio Master ، Mastering
شون دالي: تحرير ، مدير التصوير
ماثيو ليفين: مدير التحرير
ترافيس ميك: مهندس ، خلط ، مهندس خلط ، إنتاج صوتي
نورمان مور: الإخراج الفني
كولين أومالي: التنظيم والنسخ
ستيوارت راسل: ملحن
بول سارولت: مهندس
أنتوني ستابيل: مهندس خلط
تومي سترلينج: ملحن ومهندس خلط
ياني: منظم ، ملحن ، ملاحظات خطية ، خلط ، مهندس خلط ، تنسيق ، إنتاج صوتي
كريستالان: Muli-Media Production ، مصور